# Budislav, Tábor
Budislav là một làng thuộc huyện Tábor, vùng Jihočeský, Cộng hòa Séc.